# Cellitinnen nach der Regel des hl. Augustinus
Die katholische Schwesterngemeinschaft der Cellitinnen nach der Regel des hl. Augustinus, auch als Cellitinnen von der Severinstraße bekannt, gehört zu den in der Krankenpflege beheimateten Orden.

## Geschichte

### 19. Jahrhundert
Am 19. November des Jahres 1838 gingen vier Schwestern und eine Novizin aus dem Cellitinnenkloster in der Kupfergasse und zwei Schwestern aus dem Cellitinnenkloster in der Antonsgasse auf das Angebot der Stadt Köln ein und übernahmen das Bürgerhospital. Die Gebäude bezogen sie am 28. November des genannten Jahres. 1839 zählten sie bereits elf Schwestern. Auch wenn sie zu Beginn als Filialkloster der Schwestern in der Antonsgasse bezeichnet wurden, so bildeten sie doch von Anfang an eine selbständige Gemeinschaft, welcher im Jahre 1840 durch die Stadt Köln auch eigene Statuten gegeben wurden. Schon hier ist zu sehen, wie stark ihre Abhängigkeit von der städtischen Armenverwaltung war, welche selbst über die Aufnahme neuer Mitglieder in die Gemeinschaft entschied. Um das Jahr 1840 zählte das Bürgerhospital etwa 280 Plätze für Invalide und etwa 150 für Kranke, aber nur 13 Schwestern. Als das neue Bürgerhospital fertiggestellt wurde und die Schwestern übergesiedelt waren, wurde ihre Zahl durch die Armenkommission auf 24 erhöht, wobei aber nicht jeder Schwester ein eigener Raum zugestanden wurde. Da sich die Zahl der Interessentinnen zu erhöhen begann, die Planstellen aber bereits alle besetzt waren, bat die Oberin um eine Erhöhung der Mitgliederzahl auf 30 Schwestern, was jedoch von der Armenverwaltung rundheraus abgelehnt wurde. 
Aufgrund der Vereinigungspläne mit den Schwestern der anderen Häuser, legten am 6. Februar 1862 zwölf Schwestern die ewigen Gelübde und vier Novizinnen die vollen Gelübde auf fünf Jahre ab, vier Schwestern weigerten sich die Gelübde abzulegen und die sieben Postulantinnen sollten zukünftig die dreifachen Gelübde ablegen. Doch noch im selben Jahr scheiterten die Vereinigungspläne. Im März 1865 kauften die Schwestern ein Haus in Niederzündorf, auf der rechten Rheinseite, um dort das Noviziat einzurichten. 
Da sie die Korporationsrechte besaßen, fungierten die Oberin und eine weitere Schwester als Käuferinnen, was jedoch zu Streitigkeiten führte. Nach 20 Jahren kam es zu Neuwahlen, in welchen die Generaloberin Dominica Barth durch Schwester Crescentia Schmitz abgelöst wurde. Doch statt Ruhe, brachte dieses nur noch größere Unruhen und Spaltungen in die Gemeinschaft. Die Streitfrage war wie in den anderen Cellitinnenklöstern die Einführung der Armut, wobei die Gruppe um die Generaloberin zwar willig war, die Gegengruppe jedoch die fähigeren Mitglieder besaß. Die Aufrechterhaltung des Krankendienstes wurde für die 23 Professen, fünf Novizinnen und sieben Postulantinnen zählende Klostergemeinschaft immer schwieriger, zumal sechs Schwestern nicht mehr arbeitsfähig waren. So sandten die Neusser Augustinerinnen seit dem Frühjahr 1867 jeweils bis zu 10 Novizinnen in das Kölner Bürgerhospital. Bei den Vereinigungsplänen erklärten sich 14 Kölner Schwestern auch ohne weiteres dazu bereit sich der Neusser Kongregation anzuschließen, welche nur Neuss als Generalmutterhaus und Noviziat akzeptieren würde. Nachdem man von dort aus dem Erzbischof am 15. Februar des Folgejahres erklärt hatte, dass man nach der Fusion das Bürgerhospital als Filiale übernehmen würde, machte man im April wieder einen Rückzieher und gab als Grund einen Nachwuchsmangel an. 
Die Situation wurde immer verzwickter, als die Armenverwaltung die Anwesenheit der Neusser Schwestern nicht mehr akzeptierte und Schwester Dominica Barth in völlig unklarer Lage zu Zündorf saß. Schließlich lenkte die Armenverwaltung ein, gab jedoch solche Bedingungen für weitere Fusionsverhandlungen vor, dass man in Neuss jegliche weitere Verhandlung ablehnte. Der Wunsch der Generaloberin ging nun vor allem dahin, ein eigenständiges Mutterhaus mit Noviziat für die reformwilligen Schwestern zu schaffen, während sie die übrigen im Bürgerhospital als Filiale zurücklassen wollte. Sie waren zukünftig von allen Aktivitäten der Kongregation ausgeschlossen und konnten diese nur aus der Ferne beobachten. 
Im Oktober 1869 erwarben sie für 14.500 Thaler auf der Severinstraße den Mommerslocher Hof, welchen sie am 15. Januar 1870 bezogen und bis Dezember bereits 22 Eintritte verzeichnen konnten. Doch schon bald kam es zu einem erneuten Rückschlag, als der jungen Gemeinschaft am 23. Oktober 1875 in den Folgen des Kulturkampfes die Aufnahme neuer Mitglieder nur noch unter Zustimmung der Regierung in jedem Einzelfall gestattet wurde. Doch da man sich der staatlichen Kontrolle nicht unterwerfen und weiterhin neue Mitglieder aufnehmen wollte, wurden Novizinnen nicht mehr eingekleidet und legten ihre Gelübde heimlich in die Hände des Beichtvaters ab. 
Am 2. September 1882 wurde das Aufnahmeverbot allgemein wieder aufgehoben, doch gingen die Schwestern gestärkt aus dieser Zeit hervor, hatten sie doch nicht weniger als 42 Aspirantinnen heimlich aufnehmen können. Noch am 14. Oktober des gleichen Jahres konnte die erste Niederlassung außerhalb Kölns, nämlich in St. Vith (heute in Belgien), durch drei Schwestern begründet werden. Viele weitere Filialklöster sollten folgen, so dass sich die Gemeinschaft bis 1945 auf 47 Klöster ausweitete. Ein Beispiel ist das Kloster in Großkönigsdorf, das 1976 in das Altenzentrum an der Augustinusstraße einbezogen wurde. Noch heute erinnert eine kreuzförmige Stele auf dem Friedhof Königsdorf Süd an die Schwestern der Genossenschaft der Augustinerinnen.

### 20. Jahrhundert
Nachdem der Kölner Erzbischof Felix von Hartmann den Sitz der Generaloberin 1917 vom Kölner Bürgerhospital in das Mutterhaus verlegt hatte, wurde die Gemeinschaft 1920 zu einer juristischen Corporation, während alles Eigentum vorher in den Händen einiger Schwestern lag. Dieses geschah im Jahre 1923 auch im Kloster zu St. Vith, hier jedoch nach belgischem Recht, um so einer Enteignung zuvorzukommen. Doch der, im Jahre 1933 allein im Erzbistum Köln 1079 Schwestern zählenden Gemeinschaft sollten noch harte Jahre ins Haus stehen. Bereits zwei Jahre später, nämlich 1935, wurde der Generaloberin, die den belgischen Schwestern mehrmals hohe Summen hatte zukommen lassen, ein Devisenprozess bereitet. Der Erzbischof von Köln, Karl Joseph Schulte, stellte sich in diesem Zusammenhang ein besonders trauriges Zeugnis aus, indem er am 16. Juni des Jahres öffentlich das Verhalten der Generaloberin, wie auch der ebenfalls in Haft sitzenden Provinzsekretärin der Vinzentinerinnen, verurteilte. Er gab an, dass die Schwestern gegen seine Warnung gehandelt hätten, zog jedoch später seine öffentliche Erklärung intern zurück. Mutter Neophyta blieb bis März 1936 in der Haftanstalt Berlin-Moabit und wurde dann in das Zuchthaus von Jauer in Schlesien gebracht. Dort blieb sie bis zu ihrer Begnadigung am 16. März 1938. Bereits am 18. September 1935 wurde Schwester Fidelis, ohne vorherige Wahl, durch den Erzbischof, welcher hierzu eine päpstliche Vollmacht in Händen hielt, zur Nachfolgerin der im Mai zurückgetretenen Generaloberin ernannt. 
Zur gleichen Zeit begann auch die Stadt Köln damit, die Gemeinschaft unter Druck zu setzen, indem sie eine Veränderung im Generalrat forderte, da sie sonst allen 578 Schwestern in den Städtischen Häusern kündigen wollte. Grund dafür war, dass einige Schwestern Nationalsozialistische Patienten angeblich schlechter behandelten. Namen konnte die Nationalsozialisten allerdings nicht nennen. Der Zwischenfall wurde damit beseitigt, dass in allen städtischen Häusern neue Oberinnen eingesetzt wurden, welche die von der Stadt als schädlich angesehenen Schwestern ausfindig machen sollten. Diese sollten dann bis auf weiteres in andere Häuser versetzt werden, wozu es jedoch niemals kam. Im Oktober 1944 verließen die letzten sieben Schwestern das völlig ausgebombte Bürgerhospital, das Haus, in welchem die junge Cellitinnenkongregation einst entstanden war. 
Als der Zweite Weltkrieg vorüber war, kehrten über 200 Schwestern aus den Militärlazaretten zurück und alle Kraft wurde auf die Wiederherstellung der zerstörten oder beschädigten Niederlassungen gerichtet. Auch das 1943 nach Heisterbach evakuierte Generalat konnte so im Jahre 1951 wieder nach Köln zurückkehren. Da die Zahl der Schwestern jedoch in den folgenden Jahren rapide zurückging, mussten nach und nach einige Filialen aufgegeben werden. Von Interesse ist, dass nur wenige Schwestern aus Köln selbst oder einer anderen Großstadt kamen, den Großteil ihres Nachwuchses rekrutierte die Kongregation aus den ländlichen Gebieten des Rheinlandes, der Eifel und Westfalens. 
Lebten im Jahre 1953 noch 900 Schwestern allein in der Diözese Köln, so sank ihre Zahl im Jahre 1966 auf 779 Schwestern in Deutschland. Auf eine Anregung des Erzbischofs von Changanacherry entschied sich die Kongregation dazu ein Augenmerk auf Indien zu richten und nahm im Jahre 1964 die ersten 16 indischen Kandidatinnen in ihr Noviziat zu Heisterbach auf. Ziel war eine Neugründung in deren Heimatland, zu welcher es dann auch 1967 kam. 
Bereits 1981 wurden die in Indien entstandenen Häusern zu einer eigenständigen Region innerhalb der Kongregation erhoben, welche seit 1987 nicht mehr durch deutsche, sondern durch indische Schwestern geleitet wird. Zählte die Gesamtkongregation 1974 690 Professschwestern in 25 Niederlassungen, gelegen in Deutschland, Belgien und Indien, so breiteten sie sich 1992 auch auf die Philippinen aus und teilten die Gemeinschaft in eine indische, welche im Jahre 2000 135 Professschwestern in 14 Niederlassungen zählte, und eine deutsche Provinz, mit 175 Professschwestern in zehn Konventen. Noch am 19. November des genannten Jahres übereignete die deutsche Provinz die Trägerschaft ihrer vier Krankenhäuser, sechs Altenheime und eines Kindergartens der „Stiftung der Cellitinnen“, in deren Kuratorium und Aufsichtsrat die Genossenschaft jedoch vertreten ist.

### 21. Jahrhundert
2011 wurde der Orden von der Ordenskongregation zur Kongregation päpstlichen Rechts erhoben. Im April 2014 fand in Köln das 29. Generalkapitel statt, auf dem Sr. Prema Packumala aus Indien zur neuen Generaloberin gewählt wurde. Sie trat damit die Nachfolge von Sr. Celine Kizhakeveliyil an, die als erste indische Generaloberin sechs Jahre den Orden leitete. Der Frauenorden zählte Ende April 2014 234 Mitglieder, davon 63 in der Provinz Deutschland und 171 in der Provinz Indien.